# Дівчина із Салони

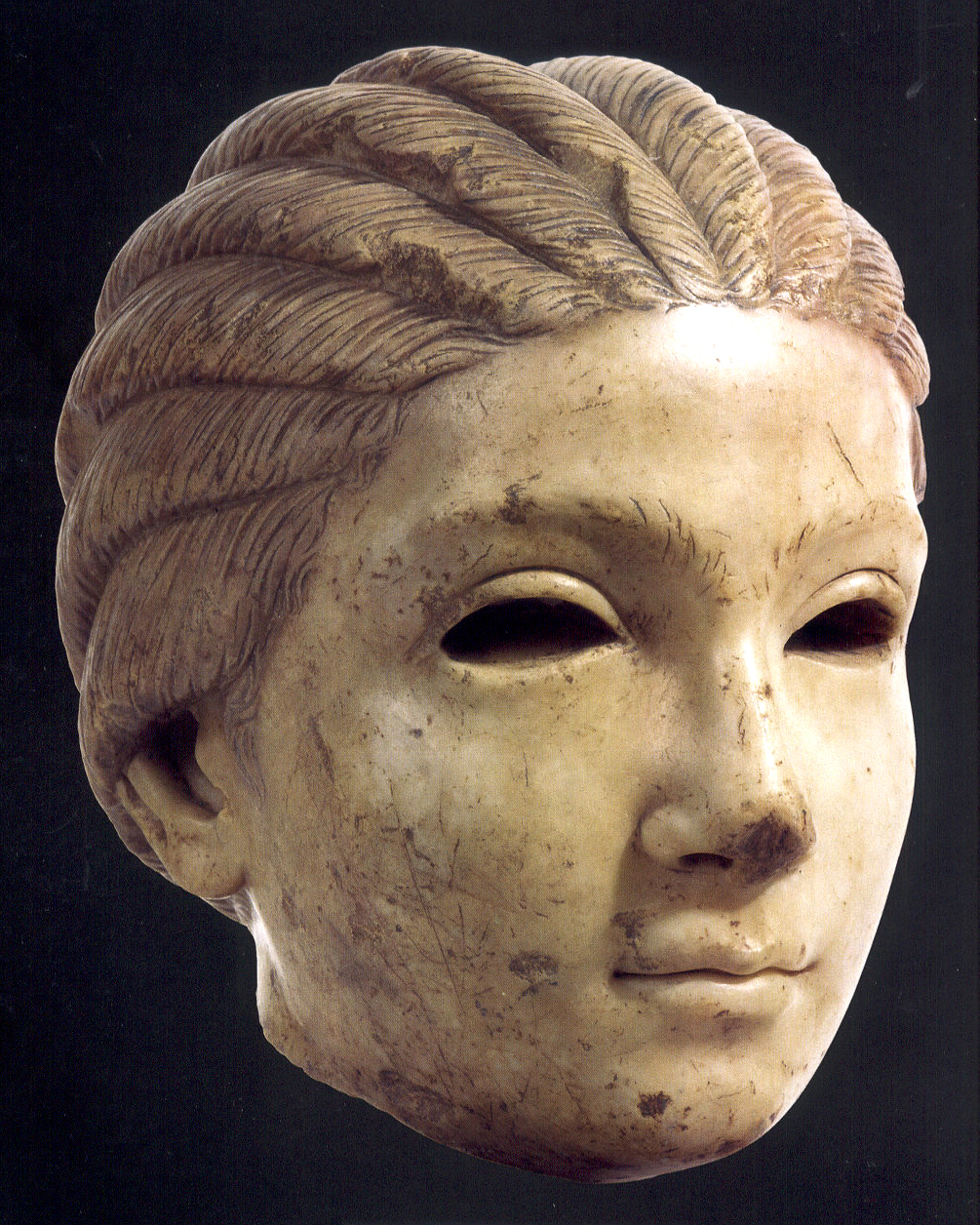
Дівчина з Салони, мармур, 2 століття, Археологічний музей у Загребі.

Дівчина із Салони — це римська мармурова портретна скульптура початку II століття, знайдена в античній Салоні (сьогодні Солін поблизу Спліта).

## Опис скульптури
Знайдена антична скульптура є частиною фігури в натуральну величину. Не дивлячись на низку пошкоджень, виглядить гармонійно і привабливо. У дівчини правильні риси обличчя, майстерно викладене волосся. Скульптор прагнув досягти максимальної точності, крайнього натуралізму і правдоподібності у передачі рис обличчя: детально виліплені вуста, пасма волосся, брови. Очі, ймовірно, були інкрустовані блискучим каменем, що додавав очам блиск. Римський скульптор зазнав впливу грецького елліністичного мистецтва, адже відчувається інтерес до внутрішнього світу людини.
Скульптура знаходиться в Археологічному музеї міста Загреба.